# Хаджи Никола-Тороманова къща
Хаджи Никола-Торомановата къща в град Копривщица е подобна на строените в първата третина на XIX век къщи на дядо Либен, Дебеляновата, Шушуловската, Хаджи-Вълковата къща и Петко-Догановата къща.
Торомановият род са копривщенски бегликчии и джелепи. Дошли са по този край заедно с други българи от Велико Търново. През XV век Торомана (Пробийгоров) на мястото на изсечената вече букова гора основава „Тороман махала“. По-късно неговите наследници се преселват в Одрин. В началото на XIX век, след като приключват опожаряванията от башибозука на града Тодор Костадинов Тороманов идва и заживява в Копривщица.
Къщата е построена на два ката и в нея има традиционните „отвод“, „пруст“, помещение „в' къщи“ с огнище и две „соби“. Прустът служи за разнообразни цели. В единия му ъгъл има преградено помещение използувано като килер. За да може да подсигури нуждите и място за дейността на домакина и обитателите и, към задната стена на къщата са достроени и други допълнителни няколко килера. В съответствие с по-големите „пруст“ и „соба“ е увеличена и дължината на „отвода“ на къщата.
Приземието е също с по-сложно разпределение, отколкото в други къщи в Копривщица. Освен жилищните помещения там са разположени още дюкян и скривалище, което не е рядко явление по това време. В скривалището се влиза през един от вградените долапи в помещението с огнището. По-големите масрафи и културно-битови изисквания на стопанина, правят къщата с по-големи размери и изглеждаща силно удължена на вид.
В нея се забелязва наличието на стремеж към по-голяма показност, макар и в рамките на традиционния архитектурен стил от това време. Кьошкът и е по-дълъг, а формата му е по-сложна, като той е значително издаден навън към големия двор.
Хаджи Никола-Торомановата къща се намира на бул. „Ненчо Палавеев“ № 103, но не е музей и не е отворена за посещение.

## Речник на използваните думи
- в' къщи – стая в която се живее в повечето време
- долап – голям шкаф, вграден в стена с прегради за дрехи, завивки, съдове и други[3]
- масраф – разноски, разходи[4]
- отвод – отворено помещение в къща пред другите стаи[5]
- пруст – широко помещение в къща между другите стаи[6]
- соба – стая за спане, стая[7]